# Uncinogenys uncinatus
Uncinogenys uncinatus är en ringmaskart som beskrevs av Szaniawski och Wrona 1973. Uncinogenys uncinatus ingår i släktet Uncinogenys, klassen havsborstmaskar, fylumet ringmaskar och riket djur. Inga underarter finns listade i Catalogue of Life.